# Merenra II
Merenra Nemtyemsaf (II), o Merenra II ("el amado de Ra"), fue el sexto faraón de la dinastía VI de Egipto, de c. 2184 a 2183 a. C.. 
Sucede a su padre Neferkara Pepy (Pepy II) y protagonizó posiblemente un breve reinado.
Es mencionado en algunas listas reales, pero no hay evidencias arqueológicas de acontecimientos de su reinado. 
En la lista Real de Abidos figura como Merenra Dyefamesaf. La lista Real de Saqqara no lo menciona. Manetón le denomina Mentesufis, según Julio Africano, comentando que reinó un año. 
El Canon de Turín, muy deteriorado en la zona correspondiente a este periodo; después de una línea con el dato de noventa años, correspondiente a Pepi II, sólo se conserva un trozo con los signos de un año, posible duración del reinado del faraón Nemtyemsaf II. El fragmento conteniendo el siguiente nombre se ha perdido, probablemente era el de su hermana y esposa, la denominada Nitocris por Manetón, última gobernante de esta dinastía.
Su nombre se leía anteriormente como Antyemsaf, lectura reconocida como inexacta.
Ascendió al trono en un momento turbulento, con inundaciones decrecientes, con invasiones de tribus beduinas desde la Península del Sinaí, cada vez más importantes y el poder cada vez mayor de los nomos. Todos estos hechos anunciaban ya el Primer Período Intermedio. 
Hijo de Pepi II, podría ser muy mayor cuando ascendió al trono, lo que explica la brevedad de su reinado; no teniendo probablemente más que un papel simbólico. Una estela que menciona su nombre, fue descubierta cerca de la pirámide de su madre Neith. Según Heródoto, fue asesinado y reemplazado por su esposa, la reina Nitocris.
Más recientemente, sin embargo, se ha sugerido que Nitocris en realidad fue una mala traducción del nombre de un rey masculino, Netqerti Siptah, quien, en la Lista Real de Abidos, sigue a Merenre II.

## Titulatura
| Titulatura | Jeroglífico | Transliteración (transcripción) - traducción - (referencias) |

| G5 |

| G5 |

| s | HASH | tA · tA |

| s | HASH | tA · tA |

| s | HASH | tA · tA |

| s | HASH | tA · tA |

| G5 |

| G5 |

| s | HASH | tA · tA |

| s | HASH | tA · tA |

| s | HASH | tA · tA |

| s | HASH | tA · tA |

| N5 | U7 · n | G42 | m | V16 · f |

| N5 | U7 · n | G42 | m | V16 · f |

| N5 | U7 · n | G42 | m | V16 · f |

| N5 | U7 · n | G42 | m | V16 · f |

| N5 | U7 · n | G42 | m | V16 · f |

| N5 | U7 · n | G42 | m | V16 · f |

| N5 | U7 · n | G42 | m | V16 · f |

| N5 | U7 · n | G42 | m | V16 · f |

| N5 | U7 · n | G42 | m | V16 · f |

| N5 | U7 · n | G42 | m | V16 · f |

| N5 | U7 · n | G42 | m | V16 · f |

| N5 | U7 · n | G42 | m | V16 · f |

| N5 | U7 · n | G42 | m | V16 · f |

| N5 | U7 · n | G42 | m | V16 · f |

| N5 | U7 · n | G42 | m | V16 · f |

| N5 | U7 · n | G42 | m | V16 · f |

| G7A | m | V18 | f |

| G7A | m | V18 | f |

| G7A | m | V18 | f |

| G7A | m | V18 | f |

| G7A | m | V18 | f |

| G7A | m | V18 | f |

| G7A | m | V18 | f |

| G7A | m | V18 | f |

| G7A | m | V18 | f |

| G7A | m | V18 | f |

| G7A | m | V18 | f |

| G7A | m | V18 | f |

| G7A | m | V18 | f |

| G7A | m | V18 | f |

| G7A | m | V18 | f |

| G7A | m | V18 | f |